# Pawel Georgijewitsch Petrow
Pawel Georgijewitsch Petrow (russisch Павел Георгиевич Петров; * 4. März 1995 in Staraja, Oblast Leningrad) ist ein russischer Skilangläufer.

## Werdegang
Petrow startete im Dezember 2013 erstmals in Krasnogorsk im Skilanglauf-Eastern-Europe-Cup und kam dabei auf den 150. Platz über 15 km klassisch und auf den 70. Rang im Sprint. Im folgenden Jahr wurde er bei den russischen Juniorenmeisterschaften in Syktywkar Dritter im Sprint. In der Saison 2015/16 erreichte in Werschina Tjoi mit dem Plätzen sieben und fünf im Sprint seine ersten Top-Zehn-Platzierungen im Eastern-Europe-Cup und belegte zum Saisonende den 24. Platz in der Gesamtwertung. Im Skilanglauf-Weltcup debütierte er im Februar 2017 in Pyeongchang. Dabei holte er mit dem 11. Platz im Sprint seine ersten Weltcuppunkte.